# Ermita de Sant Julià del Llor
L'ermita de Sant Julià del Llor -topònim que evoca una zona de llorer- es troba emplaçada al cim del turó més alt del municipi de Sant Julià del Llor i Bonmatí, junt amb el cementiri i la rectoria.

## Història
Possiblement fou una estada d'eremites abans de la seva integració a la regla monacal benedictina durant la repoblació i cristianització endegada des dels monestirs pròxims. El primer esment del nom de «Sancti Juliani de Lauro» és del 949, dins l'acta de consagració del monestir de Santa Maria d'Amer. Fou reconstruïda al segle xi en ésser cedida pel propietari de la domus, Arnau Ramon, al monestir d'Amer. Durant l'alta edat mitjana l'actual municipi romangué sota jurisdicció religiosa del monestir i sota jurisdicció comtal del casal de Barcelona. Sant Julià fou parròquia, almenys, des del segle xi (1086). De 1368 a 1381 la jurisdicció passa del monestir d'Amer a la Ciutat de Girona.
En època moderna, l'edifici s'anà malmetent a causa del gradual procés de despoblament que afectà la població. A la fi del segle xix, Manuel Bonmatí i Cendra establí una colònia tèxtil que aprofitava els corrents del Ter. El nou contingent humà que aportà la indústria va frenar la davallada demogràfica i motivà la reconstrucció de l'església; s'enderrocà la vella estructura romànica i se'n construí una de nova, que fou finalitzada l'any 1901. La història d'aquest edifici, parteix d'una reconstrucció del segle xii, una altra del segle xv i acaba amb les reformes de finals de segle xix i la restauració del segle XX (1990).

## Arquitectura
L'edifici actual conserva en bona part l'estructura inicial, tot i que aquesta resta bastant amagada pels afegits i les reformes tardanes. La planta original, que encara és ben visible, és d'una sola nau rectangular, la qual es va tancant a mesura que s'acosta a l'absis, amb dos arcs en degradació que formen un arc triomfal. La nau és coberta amb volta de canó de perfil semicircular. El seu absis, també semicircular, té forma de ferradura i s'obre a l'interior de la nau per un doble plec. La porta, que fou refeta, s'obre al mur de ponent sota un cor d'estructura de fusta. Els materials més antics de l'edifici són els carreus cisellats, que en bona part són de marbre, i alguns fragments d'escultura. L'edifici fou construït dintre l'època i seguint les tècniques pròpies del segle xii.
Pel que fa a l'edifici actual, en els darrers dos-cents anys s'ha afegit a l'ermita d'una banda, una rectoria de dues plantes i una sagristia, que es comuniquen amb l'absis, i d'altra banda, un cor de fusta penjat als peus de la nau i una espaiosa capella lateral poligonal. L'accés al cor es fa per una escala de cargol interior. La façana, està dotada d'una porta rectangular del segle xix, emmarcada de pedra calcària de Girona i datada de 1882, i d'un òcul o ull de bou superior. Aquest òcul està enreixat i format per quatre blocs de pedra. Culmina la façana el campanar d'espadanya de dos òculs dotats d'arcs de mig punt amb impostes i muntants avançats i una coberta de teula a doble vessant.